# José Gómez (Fußballspieler, 1915)
José Gómez (* 9. April 1915 in Spanien; † 22. Juli 1987 in Veracruz), auch bekannt unter dem Spitznamen Che (im spanischen Sprachraum die Bezeichnung für einen Argentinier), ist ein ehemaliger argentinischer Fußballtrainer und -spieler auf der Position des Stürmers.

## Leben

### Spieler
José „Che“ Gómez spielte zwischen 1941 und 1945 sowie noch einmal in der Saison 1946/47 für den CD Marte, mit dem er in der Saison 1942/43 die letztmals offiziell auf Amateurbasis ausgetragene Fußballmeisterschaft von Mexiko gewann.
Für die Saison 1945/46 wechselte er zum neu in die Profiliga aufgenommenen CF Monterrey, für den er auch das erste Tor in dessen Erstliga-Geschichte erzielte. Sein Treffer am 19. August 1945 markierte den Siegtreffer zum 1:0 am ersten Spieltag gegen den Club San Sebastián.
Nur vier Wochen später, in der Nacht des 15. September 1945, verunglückte der Mannschaftsbus auf der Reise zu einem Auswärtsspiel beim CD Oro und fing Feuer. Dabei riskierte Gómez sein eigenes Leben, um einige seiner Kameraden vor dem Flammentod zu bewahren. Von diesem Unglück konnte der Verein sich nicht mehr erholen und beendete die Saison mit 133 Gegentoren. Wie viele seiner Kameraden fiel auch Gómez für einige Zeit verletzungsbedingt aus und kehrte nach der Saison zu seinem Exverein Marte zurück, bevor er für die Saison 1947/48 zum CF Atlante wechselte.

### Trainer
Nach seiner aktiven Laufbahn arbeitete Gómez über weite Strecken als Trainer. In der Saison 1960/61 betreute er seinen Exverein CF Monterrey und 13 Jahre später führte er dessen Stadtrivalen U.A.N.L. in der Saison 1973/74 zum Gewinn der Zweitligameisterschaft und zum erstmaligen Aufstieg in die Primera División. Dort betreute er die Aufstiegsmannschaft bis zu seiner Ablösung durch Claudio Lostanau im Laufe der Saison 19747/75.
Drei Jahre später gewann er mit dem Vorjahresabsteiger Atlante die Zweitligameisterschaft der Saison 1976/77 und führte ihn somit auf direktem Wege in die erste Liga zurück, wo er die Potros noch während der kompletten Saison 1977/78 betreute.
Außerdem trainierte Gómez den Club Atlas und in der Saison 1964/65 die Tiburones Rojos Veracruz.

## Erfolge

### Als Spieler
- Mexikanischer Meister: 1942/43 (mit Marte)
- Mexikanischer Supercup: 1943 (mit Marte)

### Als Trainer
- Mexikanischer Zweitligameister: 1973/74 (mit U.A.N.L.), 1976/77 (mit Atlante)